# Buoso da Duera
Buoso da Duera ou da Dovera (Dovera, … - Vérone après 1282) est un noble seigneur de Soncino et de Crémone au XIIIe siècle.

## Biographie
En 1247 Buoso da Guerra défendit Vérone avec le condottiere Oberto II Pallavicino. Il fut d'abord ami et ensuite adversaire d'Ezzelino III da Romano.
En 1265 Manfred Ier de Sicile le chargea en le payant, de recruter des milices à opposer aux troupes françaises de Charles d'Anjou, mais selon certains chroniqueurs, dont Dante Alighieri, Buoso da Duera fut acheté par les Français et les laissa transiter vers le champ de bataille de Bénévent où eut lieu la célèbre bataille en 1266.
Après la défaite Manfred fut chassé de Crémone, mais y fit retour en 1282, et fut capturé par les Guelfes.

## Divine Comédie
Dante Alighieri, le situe dans le dernier cercle de l'Enfer de La Divine Comédie , parmi les traîtres de la patrie (Enfer, XXXII, 116).
En traversant le Cocyte, dans la deuxième zone du neuvième cercle où sont punis les traitres, Dante trébucha sur une tête dépassant de la glace (il écrit qu'il ne sait pas expliquer si c'est selon sa volonté, selon le destin ou la volonté divine) laquelle jure et fait un bref signe à la « vengeance de Montaperti ». Alors, Dante a un doute et demande à Virgile de l'attendre un instant ; de retour vers le damné, il l'invite à révéler son identité mais quand celui-ci (Bocca degli Abati), refuse (les deux ont une véritable altercation), Dante devient violent et saisit le damné par le col le menaçant de lui arracher les cheveux.
À ce moment, un autre damné trahit Bocca, révélant à Dante son nom, mais avant que le poète ne s'en aille, satisfait d'avoir résolu l'énigme du traitre de Montaperti, le même Bocca se mit à hurler autant de noms que possible de ses compagnons de malédiction dont celui de Buoso da Duera, ainsi que ceux de Tesauro Beccaria, Gianni de' Soldanieri (it), Ganelon et Tebaldello Zambrasi (it)), de façon à les traîner, eux aussi, dans l'infamie au plus profond de l'Enfer.

## Sources
- (it) Cet article est partiellement ou en totalité issu de l’article de Wikipédia en italien intitulé « Buoso da Duera » (voir la liste des auteurs).